# Dalkeith
Dalkeith es una localidad situada en Midlothian, Escocia (Reino Unido). Según el censo de 2022, tiene una población de 15 146 habitantes.